# Piper heterobracteum
Piper heterobracteum är en pepparväxtart som beskrevs av J.A. Steyermark. Piper heterobracteum ingår i släktet Piper och familjen pepparväxter. Inga underarter finns listade i Catalogue of Life.